# قاموس شيكاغو الآشوري
قاموس شيكاغو الآشوري، أو ما يعرف باسم قاموس آشور التابع لمعهد الاستشراق بجامعة شيكاغو، هو مشروع استمر على مدار تسعة عقود في معهد الاستشراق بجامعة شيكاغو (المعروف الآن باسم المعهد الشرقي)، وذلك من أجل تجميع قاموس شامل للغة الأكدية ولهجاتها. تم تصميم المشروع على غرار قاموس أوكسفورد الإنجليزي. بدأ العمل على المشروع في عام 1921 بقيادة جيمس هنري بريستد، مؤسس معهد الاستشراق، والذي سبق له العمل في قاموس برلين الخاص باللغة المصرية القديمة.
من عام 1973 حتى عام 1996، كانت إيريكا راينر المسؤولة عن تحرير المشروع، وتبعتها مارثا تي. روث، عميدة قسم العلوم الإنسانية. كان من المتوقع في البداية أن يتم الانتهاء من المشروع في غضون 10 سنوات، لكن المجلد الأول لم يُنشر حتى عام 1956، بينما نُشر المجلد السادس والعشرون والأخير في عام 2011.
في مؤتمر عقد في معهد الاستشراق في 6 يونيو 2011، ناقش العلماء أهمية هذا القاموس. قال غيل شتاين، مدير المعهد، إن القاموس "أداة بحث لا غنى عنها لأي عالم في أي مكان يرغب في استكشاف السجل المكتوب لحضارة بلاد ما بين النهرين". يُعد هذا المشروع واحدًا من عدة مشاريع قاموسية كبرى في الولايات المتحدة للغات الشرق الأوسط القديمة، مثل قاموس الحيثيين في شيكاغو، وقاموس السومريين بجامعة بنسلفانيا، والقاموس الآرامي الشامل.

## المجلدات
- المجلد 1, A , الجزء 1. 1964. ISBN:0-918986-06-0.
- المجلد 1, A, الجزء 2. 1968. ISBN:0-918986-07-9.
- Biggs، Robert D. (1965). المجلد 2, B. ISBN:0-918986-08-7.
- المجلد 3, D. 1959. ISBN:0-918986-09-5.
- Roth، Martha T.؛ Leo Oppenheim، A. (1958). المجلد 4, E. ISBN:0-918986-10-9.
- المجلد 5, G. 1956. ISBN:0-918986-11-7.
- المجلد 6, H [Het]. 1956. ISBN:0-918986-12-5.
- المجلد 7, I/J. 1960. ISBN:0-918986-13-3.
- المجلد 8, K. 1971. ISBN:0-918986-14-1.
- المجلد 9, L. 1973. ISBN:0-918986-15-X.
- المجلد 10, M, الجزء 1. 1977. ISBN:0-918986-16-8.
- المجلد  10, M, الجزء 2. 1977. ISBN:0-918986-16-8.
- المجلد 11, N, الجزء 1. 1980. ISBN:0-918986-17-6.
- المجلد 11, N, الجزء 2. 1980. ISBN:0-918986-17-6.
- المجلد 12, P. 2005. ISBN:1-885923-35-X.
- المجلد 13, Q. 1982. ISBN:0-918986-24-9.
- المجلد 14, R. 1999. ISBN:1-885923-14-7.
- المجلد 15, S. 1984. ISBN:0-918986-40-0.
- المجلد 16, S [Tsade]. 1962. ISBN:0-918986-18-4.
- المجلد 17, S [Shin], الجزء 1. 1989. ISBN:0-918986-55-9.
- المجلد 17, S [Shin], الجزء 2. 1992. ISBN:0-918986-78-8.
- المجلد 17, S [Shin], الجزء 3. 1992. ISBN:0-918986-79-6.
- المجلد 18, T. 2006. ISBN:1-885923-42-2.
- المجلد 19, T [Tet]. 2006. ISBN:1-885923-43-0.
- المجلد 20, U/W. 2010. ISBN:978-1-885923-78-3.
- المجلد 21, Z. 1961. ISBN:0-918986-19-2.

## روابط خارجية
- Chicago Assyrian Dictionary, Official Website
- List of published volumes (including free PDFs of each volume)
- Chicago Assyrian Dictionary: The Final Chapter video from YouTube

## قراءة إضافية
- روث، مارثا تي. (2010). "كيف كتبنا قاموس شيكاغو الآشوري". مجلة دراسات الشرق الأدنى. ج. 69 ع. 1: 1–21. DOI:10.1086/654936. S2CID:162229065.
- راينر, إيريكا (2002). مغامرة ذات أبعاد عظيمة: إطلاق قاموس شيكاغو الآشوري (بالإنكليزية). دار ديان للنشر. ISBN:978-0-87169-923-7.{{استشهاد بكتاب}}:  صيانة الاستشهاد: لغة غير مدعومة (link)